# Chedly Arfaoui
Pour les articles homonymes, voir Arfaoui.
Chedly Arfaoui est un acteur et metteur en scène tunisien.
Il est le président d'un festival, les Journées Abdelwaheb Jamli du théâtre libre, créé au lendemain de la révolution de 2011 en hommage à l’acteur et homme de théâtre Abdelwaheb Jamli, décédé la même année.

## Filmographie

### Cinéma

#### Longs métrages
- 2004 : Parole d'hommes de Moez Kamoun (ar)
- 2007 : Thalathoun de Fadhel Jaziri
- 2008 : Un si beau voyage de Khaled Ghorbal
- 2011 : Or noir de Jean-Jacques Annaud
- 2013 :
  - Bastardo (en) de Nejib Belkadhi
  - Affreux, cupides et stupides (Hezz Ya Wezz) d'Ibrahim Letaïef
- 2016 :
  - Éclipses (Khousouf) de Fadhel Jaziri
  - Parfum de printemps de Férid Boughedir
- 2017 : La Belle et la Meute de Kaouther Ben Hania
- 2022 : L'Île du pardon de Ridha Béhi
- 2024 : Bolice, le film de Majdi Smiri

#### Courts métrages
- 2008 : Allô de Madih Belaïd
- 2011 : Bulles (Raghoua) de Karim Bessaissa
- 2012 : Foutaise de Bari Ben Yahmed
- 2013 : Late Spring de Zachary Kerschberg
- 2015 : Ghasra de Jamil Najjar

### Télévision

#### Séries
- 1999 : Anbar Ellil de Habib Mselmani
- 2000 : Mnamet Aroussia d'Ali Louati et Slaheddine Essid : Mohieddine
- 2003 : Chez Azaïez de Slaheddine Essid : Si Hmed
- 2005 : Café Jalloul de Lotfi Ben Sassi et Imed Ben Hamida : Badiaâ
- 2007 : Choufli Hal de Slaheddine Essid et Abdelkader Jerbi (invité d'honneur de l'épisode 11 de la saison 3 et de l'épisode 26 de la saison 4) : Jaghali
- 2008 : Weld Ettalyena de Nejib Belkadhi
- 2009 : Achiq Assarab de Habib Mselmani
- 2010 : Dar Lekhlaa d'Ahmed Rjeb et Nabil Bessaïda : Bouraoui
- 2013 : Caméra Café d'Ibrahim Letaïef et Marwa Zneidi
- 2014 : Maktoub de Sami Fehri : policier
- 2014-2015 : Naouret El Hawa de Madih Belaïd
- 2015 : Ambulance de Najwa Limam Slama : Bayoumi
- 2015-2025 : Bolice de Majdi Smiri : Rjeb
- 2016 : Warda w Kteb d'Ahmed Rjeb
- 2017 : Hedhoukoum 2 d'Abdelhamid Bouchnak
- 2018 : Tej El Hadhra de Sami Fehri : Si Chekir
- 2019 : Nouba d'Abdelhamid Bouchnak : Bringa
- 2022 : Ken Ya Makenech (saison 2) d'Abdelhamid Bouchnak : Jerjis Khan / Princesse Warda
- 2023 : Djebel Lahmar de Rabii Tekali : Taher alias Cauchemar
- 2024 : Ragouj d'Abdelhamid Bouchnak : Abdallah
- 2025 : Salla Salla de Mohamed Ali Mihoub : Chef Abbès

#### Émissions
- 2014 : L'anglizi (épisode 3) sur Tunisna TV
- 2018 : Shalom sur Tunisna TV

## Théâtre
- 2005 : La Gare d'après Le Somnambule de Gao Xingjian
- 2007 : Paroles amères, texte de Dhafer Néji
- 2009 :
  - Saherto, texte d'Ali Douagi
  - Le Testament, texte d'Awled Ahmed
  - Made in Tunisia de Lotfi Abdelli
- 2010 : Désir, adaptation de la pièce Un tramway nommé Désir de Tennessee Williams[3]
- 2013 : Ifcha mon amour, texte de Chedly Arfaoui et Wajiha Jendoubi, interprétée par Wajiha Jendoubi
- 2015 : Borj Loussif, adaptation de la pièce La Chatte sur un toit brûlant de Tennessee Williams